# Базиліка Емілія
Базиліка Емілія (лат. Basilica Aemilia, італ. Basilica Emilia) — зруйнована базиліка на Римському форумі. Одна з чотирьох найбільших базилік часів Римської республіки.

## Історія
Була спорудою прямокутної форми довжиною 100 метрів, що складалося з трьох нав. Побудована в 179 до н. е. цензорами Марком Емілем Лепідом і Марком Фульвієм Нобіліором, тому спочатку називалася  лат. Basilica Aemilia et Fulvia. Пізніше розширена представниками роду Еміліїв (консулом Марком Емілієм Павлом у 78 до н. е.). За імператора Августа відновлена. 
Можливо, будівля служила ринком, будівлею суду або місцем проведення громадянських зборів. При пожежі в 410 році базиліка повністю згоріла.
Перші сучасні дослідження на місці руїн базиліки почалися у 1899 році під керівництвом Джакомо Боні. 
У 1930-х базиліка розкопана та частково відреставрована. 

## Галерея

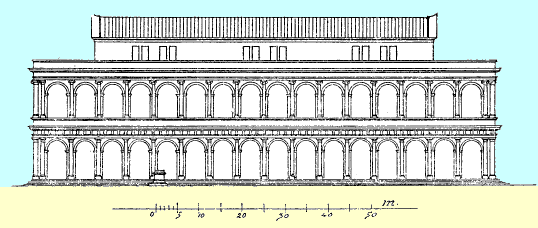
Реконструкція базиліки Емілія, 1905 рік.
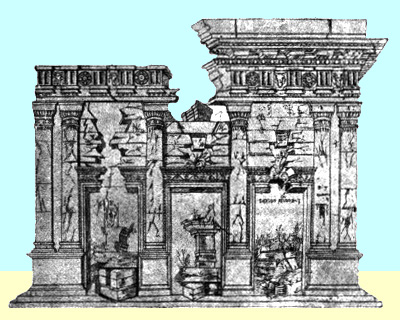
Замальовка руїн, виконана у 1480 році Джуліяно да Санґалло.
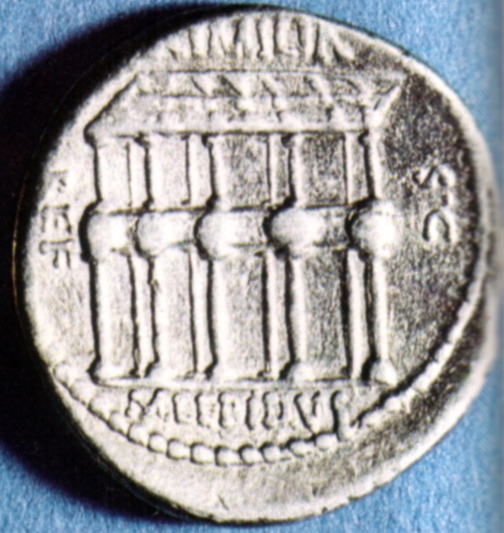
Фасад базиліки на римські монеті, 61 р. до н. е.
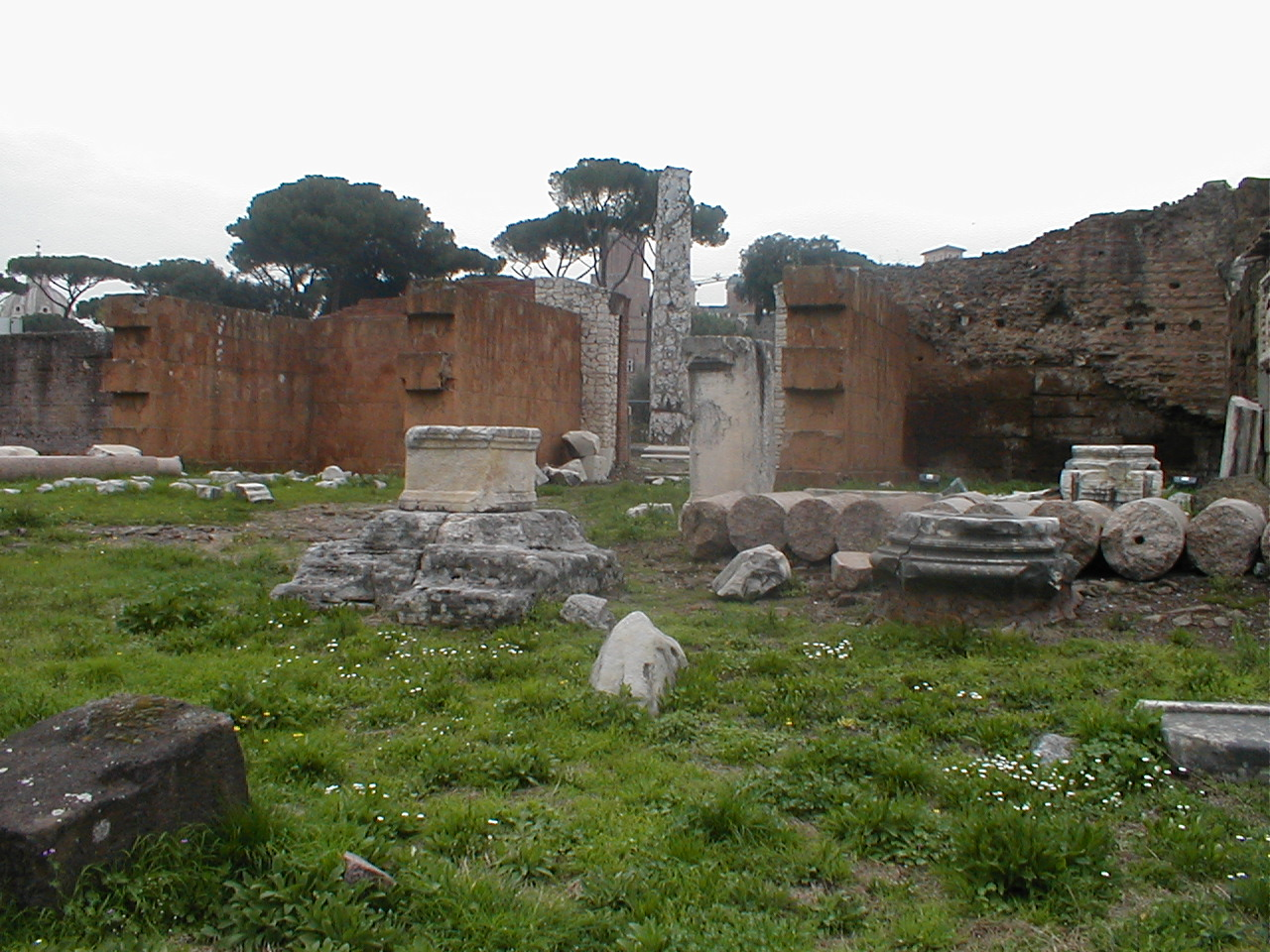
Рештки базиліки Емілія